# Pioneer Venus project
Pioneer Venus Project var ett av amerikanska NASA konstruerat rymdsondsprojekt. Det var ämnat för planeten Venus och bestod av två fysiska rymdsonder, uppskjutna vid olika tillfällen.

## Pioneer Venus 1

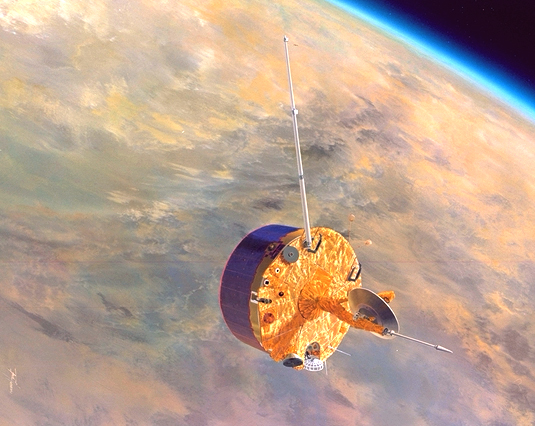
Pioneer Venus Orbiter

Även kallad Pioneer Venus Orbiter, sköts sonden upp den 20 maj 1978. Senare samma år, den 4 december, gick sonden in i omloppsbana runt venus och började utföra mätningar med bl.a. följande instrument:
- Ytradar för att kartlägga topografin
- Infraröd radiometer för att mäta infraröd strålning från planetens atmosfär
- Ultraviolett spektrometer för att mäta spritt och strålat UV-ljus
- Masspektrometer för att bestämma vad den övre atmosfären består av
- Plasmaanalysatorer och detektorer för elektriska fält för att mäta egenskaper hos solvinden
- Magnetometer för att mäta planetens magnetfält
- Temperaturmätare för att studera jonosfärens termiska egenskaper
- Radioexperiment för att mäta planetens gravitationsfält
- Detektor för gammastrålningspulser (eller gammablixt, GRB - Gamma Ray Burst)

## Pioneer Venus 2

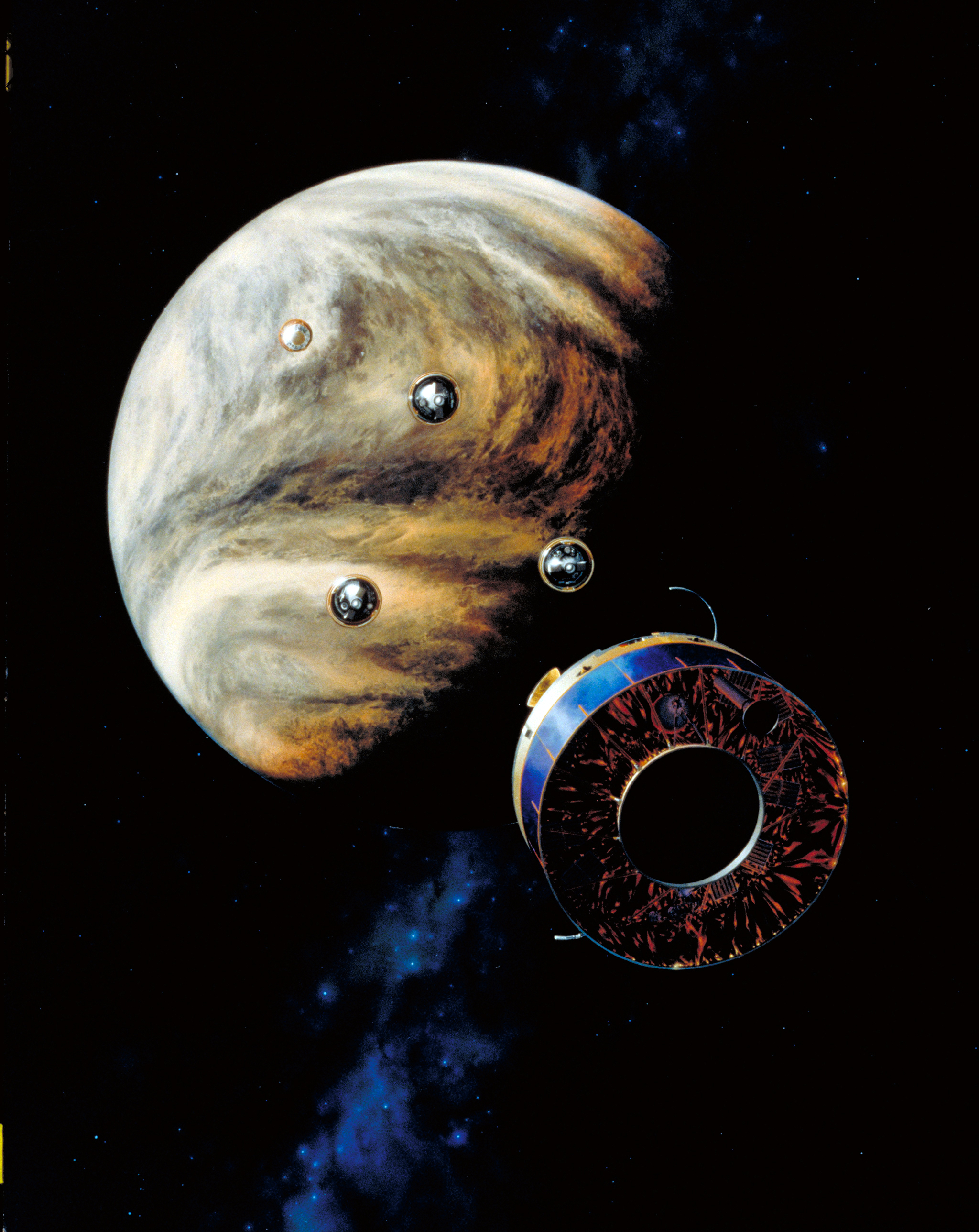
Pioneer Venus Multiprobe

Även kallad Pioneer Venus Multiprobe, sköts sonden upp den 8 augusti 1978. Fyra mindre sonder hade planerats att släppas från Venus-2-sonden och utföra mätningar i atmosfären. Av de fyra mindre sonderna vägde en 315 kg och de övriga tre vägde vardera 90 kg.